# چلس
چلس (به اسپانیایی: Cheles) یک شهرستان در اسپانیا است که در استان باداخس واقع شده‌است.